# Хрен
Хрен обыкнове́нный, или Хрен дереве́нский (лат. Armorácia rusticána), — многолетнее травянистое растение, вид рода Хрен (Armoracia) семейства Капустные (Brassicaceae). Популярное культурное растение; листья и корни используются в кулинарии и медицине.

## Распространение
Природный ареал вида — европейская часть России и Украина. Как интродуцированный вид растение встречается почти по всей Европе, во многих регионах Азии (Турция, Закавказье, почти вся азиатская территория России, многие страны Центральной и Восточной Азии), в США и Канаде, в Новой Зеландии.
В природе произрастает по берегам рек, на сырых местах.
В России растут два вида хрена — хрен обыкновенный и, преимущественно в Сибири, хрен луговой. Корни обоих видов съедобны.

## Название
Происхождение названия хрен окончательно не выяснено, возможно из булгарского (xərən — «жгучий») или греческого (ξερός — «сухой») языков, в том числе возможно упоминание ещё Теофрастом. Созвучные русскому «хрен» названия имеются в славянских языках (хрiн, хрэн, хрян, chrzan, хре̏н, hrèn, křen, chren, kśěn). Возможно, употребление в пищу некоторых видов хрена происходило ещё до нашей эры в Древнем Египте, Греции и Риме. В культуру хрен был введён на Руси в IX веке, в Европе же — около XV века. До этого к растению относились как к сорной траве и особой пищевой ценности оно не имело, что отразилось в употреблении слова в переносном отрицательном смысле, к примеру в польском языке. Это же отразилось и в названии растения в некоторых западноевропейских странах, к примеру англ. horseradish (букв. «конский редис»), фр. raifort (букв. «крепкий корень»), в германском и швейцарском нем. meerrettich (букв. «редис, доставленный через море»), при этом в юго-восточной Германии и австрийском используется название «kren».

## Ботаническое описание

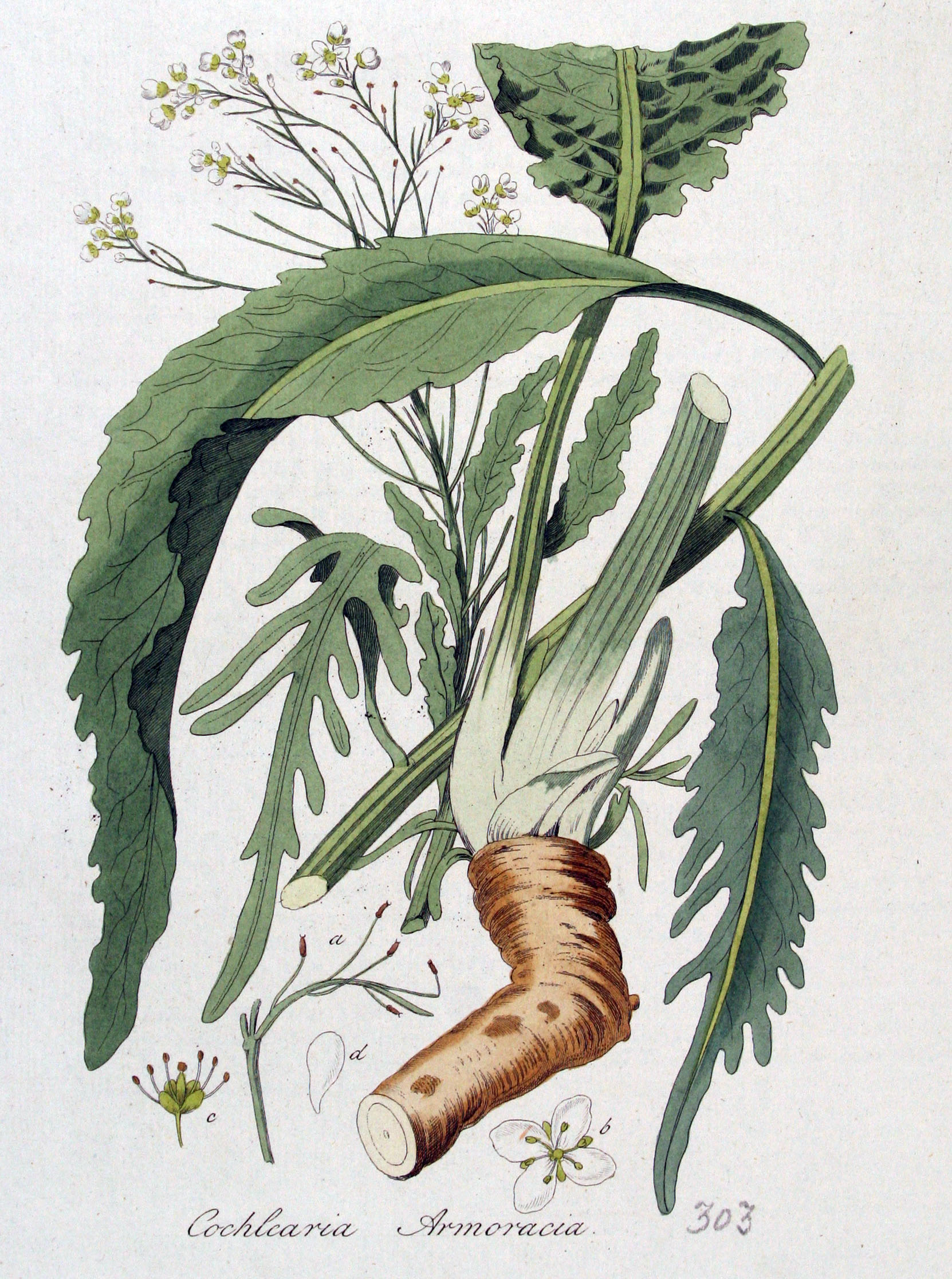

Корень толстый, мясистый, суховатый, старые — плотные, деревянистые. Стебель прямой, ветвистый, высотой 50—150 см. Прикорневые листья очень крупные, продолговатые или продолговато-овальные, городчатые, при основании сердцевидные; нижние — перисто-раздельные; продолговато-ланцетные; верхние — линейные, цельнокрайные.
Чашечка длиной около 3 мм; лепестки длиной около 6 мм, белые, коротко-ноготковые. Плоды — стручочки, продолговато-овальные, вздутые, длиной 5—6 мм; створки сетчато-жилковатые, гнёзда — с четырьмя семенами.

## Химический состав
Все части растения содержат эфирное масло, имеющее резкий специфический запах и вкус. Жгучий запах и вкус корней обусловлены наличием аллилового горчичного масла ({\displaystyle {\ce {CH2=CHCH2NCS}}}), являющегося продуктом реакции с водой синигрина под действием фермента мирозина.
Свежий сок корня содержит фермент лизоцим, обладающее антимикробной активностью, тиамин, рибофлавин, каротин, жирное масло, крахмал, углеводы (74 %), смолистые вещества.
Листья содержат 240—350 мг %, а корни 120—250 мг % аскорбиновой кислоты.
В листьях обнаружены каротин, алкалоиды; в семенах — жирное масло и алкалоиды.
В корнях хрена много минеральных солей (калия, кальция, магния, железа, меди, фосфора, серы и др.). Выход эфирного масла из корней после ферментации 0,05 %, его главной составной частью является аллилгорчичное масло. Кроме того, эфирное масло содержит фенилэтил- и фенилпропилгорчичное масла. В растении содержится также пероксидаза хрена — фермент, широко используемый в молекулярной биологии. В частности, этот фермент используется в иммуноферментном анализе для визуализации реакции, ассоциированной со взаимодействием антиген-антитело (окисление дианизидинового красителя с переводом в окрашенную форму), а также в некоторых методиках определения специфичных белков в образце с использованием люминесценции.

## Значение и применение

### Культивирование

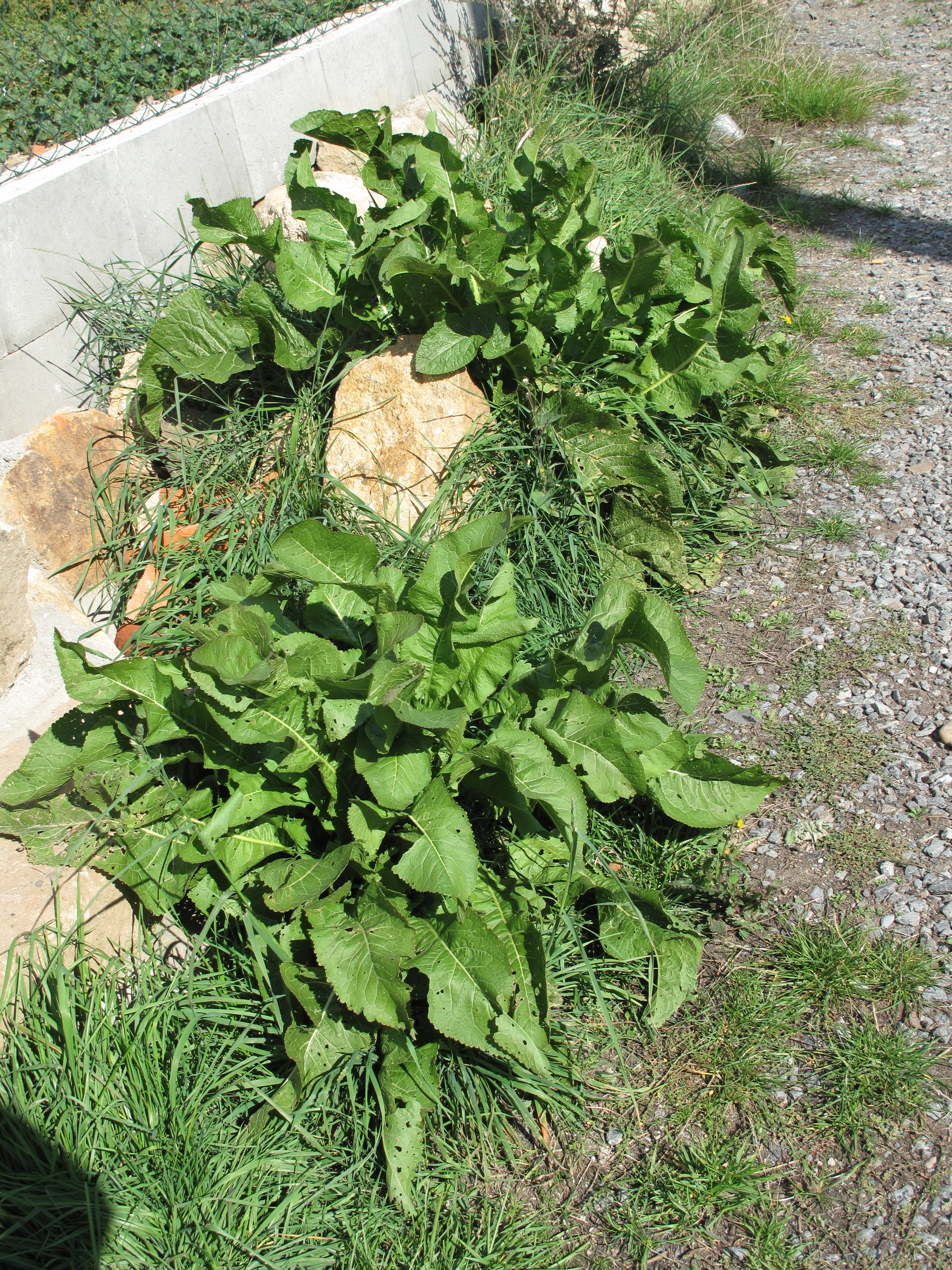
Культивируемые растения хрена могут дичать и стать сорняком

К почве хрен нетребователен, но для формирования хороших массивных корней ему необходимы плодородные, суглинистые или супесчаные почвы. Предпочитает в меру влажные, хорошо освещённые места. Размножается отрезками корневища. Избыток азота в подкормке приводит к чрезмерному ветвлению корней. Корни можно выкапывать, начиная со второго года жизни растения. Делать это нужно поздней осенью после отмирания листьев или ранней весной до их появления.
Размножают при культивировании отрезками корней, урожайность корней от 100 до 300 центнеров на гектар. При культивировании на глинистых почвах и при недостаточном увлажнении почвы, корни приобретают выраженный острый вкус, при культивировании на лёгких песчаных почвах острота исчезает.
Иногда хрен выращивают как теневыносливое садовое растение, декоративными свойствами у которого обладают как крупные листья, так и цветоносы.
Морозостойкость вида — до минус 45 °С.

### Применение в кулинарии

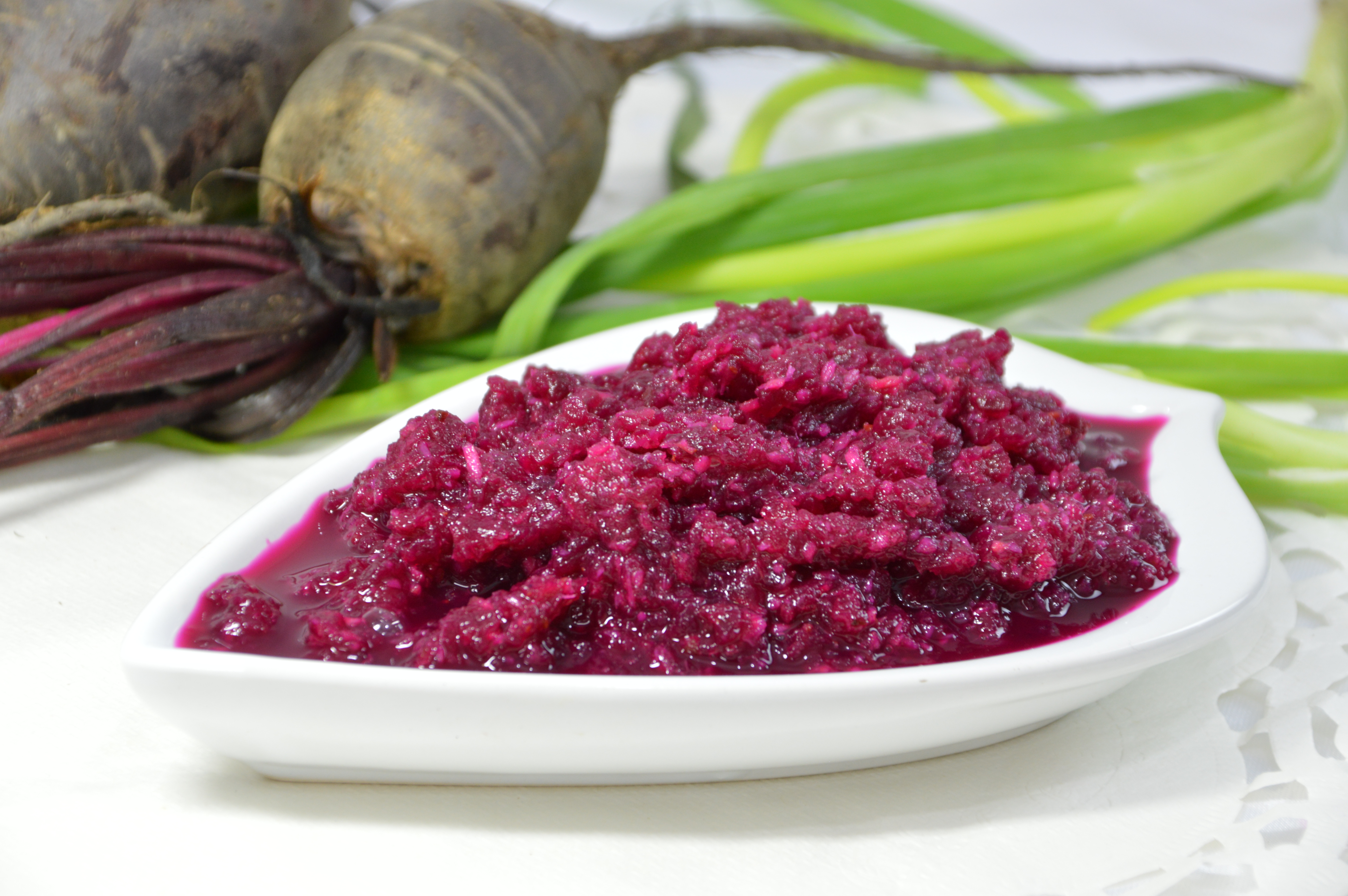
Хрен со свёклой (соус для бутерброда)

Наибольшее применение хрен находит как пряно-вкусовая добавка в кулинарии, где используются свежие тёртые или нарезанные корни, а также листья; как пряность при засолке и мариновании огурцов, томатов, грибов, красной свёклы и при квашении капусты. Корни используют для приготовления одноимённой приправы — хрена, а также как часть более сложных смесей, например, соуса, кваса с хреном, хреновухи, хреновины.
Издавна хрен в смеси с другими компонентами является незаменимой приправой к холодцу и рыбному заливному, а также к холодному отварному мясу. Хрен подаётся к жареному мясу, сосискам, копчёному мясу, ветчине, жирной свинине, варёной говядине, языку и ростбифу. Добавляется в различные майонезы, творог, йогурт, квашеную капусту, огурцы и другие овощи. Эти смеси подают к жареному и варёному мясу, рыбе, холодным закускам.
Смесь тёртого хрена со сметаной или же с яблоками служит хорошей приправой к рыбе, особенно карпу, треске, угрю и лососю.

## Классификация

### Таксономия
Armoracia rusticana G.Gaertn., B.Mey. & Scherb., 1800, Oekon. Fl. Wetterau 2: 426
Вид Хрен обыкновенный относится к роду Хрен (Armoracia) семейства Капустные (Brassicaceae) порядка Капустоцветные (Brassicales). Кладограмма в соответствии с Системой APG IV по состоянию на июнь 2023 года:
|  |                                      |  |                                   |                                   |                     |  | ещё 16 семейств | ещё 16 семейств |                   |  |  |  | еще 2 подтвержденных вида и 4 таксона, ожидающий подтверждения |
|  |                                      |  |                                   |                                   |                     |  | ещё 16 семейств | ещё 16 семейств |                   |  |  |  | еще 2 подтвержденных вида и 4 таксона, ожидающий подтверждения |
|  |                                      |  |                                   | порядок Капустоцветные            |                     |  |                 |                 | род Хрен          |  |  |  |                                                                |
|  |                                      |  |                                   | порядок Капустоцветные            |                     |  |                 |                 | род Хрен          |  |  |  |                                                                |
|  | отдел Цветковые, или Покрытосеменные |  |                                   |                                   | семейство Капустные |  |                 |                 | Хрен обыкновенный |  |  |  |                                                                |
|  | отдел Цветковые, или Покрытосеменные |  |                                   |                                   | семейство Капустные |  |                 |                 |                   |  |  |  |                                                                |
|  |                                      |  | ещё 63 порядка цветковых растений | ещё 63 порядка цветковых растений |                     |  |                 | ещё 354 рода    | ещё 354 рода      |  |  |  |                                                                |
|  |                                      |  |                                   | ещё 63 порядка цветковых растений |                     |  |                 |                 | ещё 354 рода      |  |  |  |                                                                |

### Синонимы
- Armoracia armoracia  (L.) Cockerell ex Daniels
- Armoracia austriaca  Bluff, Nees & Schauer
- Armoracia lapathifolia  Gilib.
- Armoracia rustica  Schur
- Armoracia sativa  Bernh.
- Cardamine armoracia  (L.) Kuntze
- Cochlearia armoracia  L.
- Cochlearia lancifolia  Stokes
- Cochlearia lapathifolia  Gilib.
- Cochlearia rusticana  Lam.
- Cochlearia variifolia  Salisb.
- Crucifera armoracia  (L.) E.H.L.Krause
- Nasturtium armoracia  (L.) Fr.
- Radicula armoracia  (L.) B.L.Rob.
- Raphanis magna  Moench
- Raphanus rusticanus  Garsault
- Rorippa armoracia  Hitchc.
- Rorippa rusticana  (G.Gaertn., B.Mey. & Scherb.) Gren. & Godr.